# Вайтстаун (Індіана)
Вайтстаун (англ. Whitestown) — місто (англ. town) в США, в окрузі Бун штату Індіана. Населення — 10 178 осіб (2020).

## Географія
Вайтстаун розташований за координатами 39°57′47″ пн. ш. 86°21′59″ зх. д. / 39.96306° пн. ш. 86.36639° зх. д. (39.963061, -86.366356).  За даними Бюро перепису населення США в 2010 році місто мало площу 27,09 км², уся площа — суходіл. В 2017 році площа становила 35,88 км², уся площа — суходіл.

## Демографія
Згідно з переписом 2010 року, у місті мешкало 2867 осіб у 1053 домогосподарствах у складі 774 родин. Густота населення становила 106 осіб/км².  Було 1144 помешкання (42/км²).
Расовий склад населення:
| - 90,9 % — білих - 2,9 % — азіатів - 2,8 % — чорних або афроамериканців - 0,1 % — корінних американців - 1,1 % — осіб інших рас |

До двох чи більше рас належало 2,2 %. Частка іспаномовних становила 3,5 % від усіх жителів.
За віковим діапазоном населення розподілялося таким чином: 30,6 % — особи молодші 18 років, 65,1 % — особи у віці 18—64 років, 4,3 % — особи у віці 65 років та старші. Медіана віку мешканця становила 30,0 року. На 100 осіб жіночої статі у місті припадало 101,9 чоловіків;  на 100 жінок у віці від 18 років та старших — 99,0 чоловіків також старших 18 років.
Середній дохід на одне домашнє господарство  становив 84 653 долари США (медіана — 73 402), а середній дохід на одну сім'ю — 91 677 доларів (медіана — 77 979). Медіана доходів становила 58 733 долари для чоловіків та 43 533 долари для жінок. За межею бідності перебувало 8,8 % осіб, у тому числі 12,1 % дітей у віці до 18 років та 11,7 % осіб у віці 65 років та старших.
Цивільне працевлаштоване населення становило 2508 осіб. Основні галузі зайнятості: освіта, охорона здоров'я та соціальна допомога — 32,3 %, науковці, спеціалісти, менеджери — 12,8 %, роздрібна торгівля — 12,6 %.